# Роман Єринюк
Рома́н Єриню́к — координатор проекту Фонду та Канадсько-Української Фундації «Любов — Любов», директор Центру українсько-канадських досліджень Університету Манітоби, професор історії церкви Коледжу Святого Андрія у Вінніпезі, генеральний секретар УВАН.
Опікується поповненням Брусилівського історичного музею — пересилає матеріали про Митрополита Іларіона, які видавались у Канаді.
Серед робіт: «Короткий опис історії УПЦ в Канаді з нагоди її 90-ліття», Київ, 2012.
Часто співпрацює при перекладах з Мариною Гримич та Світланою Кухаренко.